# Svay Sach Phnum
Svay Sach Phnum es una comuna (khum) del distrito de Srei Santhor, en la provincia de Kompung Cham, Camboya. En marzo de 2008 tenía una población estimada de 4599 habitantes.
Se encuentra ubicada en la llanura camboyana, al sureste del lago Sap (Tonlé Sap) y a escasa distancia del río Mekong y de la frontera con Vietnam.